# Elsdorf (Baixa Saxônia)
Elsdorf é um município da Alemanha localizado no distrito de Rotenburg, estado da Baixa Saxônia.
Pertence ao Samtgemeinde de Zeven.